# Saganaki

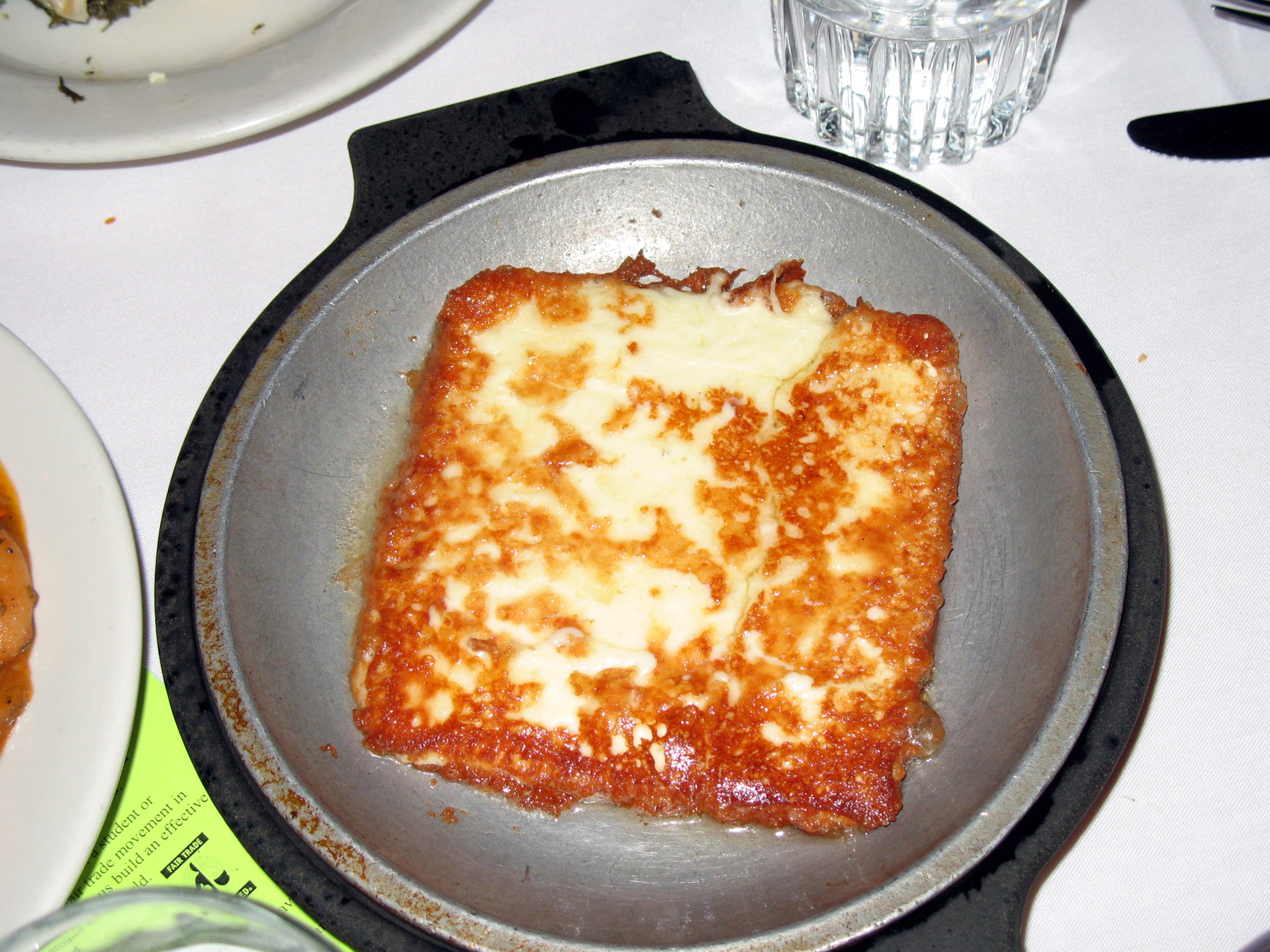
Saganaki.

El saganaki es un sencillo y tradicional plato de la cocina griega, basado en queso feta frito en aceite de oliva.
En Grecia suele ingerirse el saganaki añadiendo más jugo de limón cuando se le pone en un plato en la mesa de modo que con el jugo rezumante se embebe pan pita u otras variedades helénicas de pan. De este modo esta preparación es como un ligero almuerzo, máxime si se ingiere acompañado con una sencilla ensalada y resulta un simple aunque verdadero manjar si se le acompaña con gambas.

## Quesos similares
Una aceptable imitación del saganaki auténtico se puede realizar con cualquier queso similar al kefalotyri, es decir: medianamente duro y graso.